# Salvador Fábregas Buicel
Salvador Fábregas Buicel (Sant Feliu de Guíxols, 1860-1918), industrial surotaper, periodista i alcalde.
Fill de Carles Fàbregas, taper de professió i de Victòria Buicel, va ser considerat una de les persones més rellevants de la ciutat de Sant Feliu a principis del segle xx, formant part activa de la societat cultural de la vila, essent nomenat secretari del Centro Recreativo Guixolense l'any 1885.
Va compaginar la seva professió de taper amb l'activitat literaria i va fer el discurs de clausura del certamen literari local que es va celebrar a l'agost del 1886.
A la dècada dels anys 90 va fundar dos setmanaris locals, El Noticiero (1891-1894) i La Lealtad (1894-1899) amb una tendència clarament defensora dels interessos morals i democràctics de la ciutat.
El 1899 va ser nomenat alcalde de la ciutat i el seu nomenament va coincidir amb moments de forta crisis social. Malgrat això, va organitzar un alberg infantil municipal on les mares treballadores hi podien deixar els seus fills al llarg de la jornada laboral. I també, avançant-se als temps, va prohibir fumar en llocs públícs. Aquesta mesura va ser fortament criticada i quan temps després Fàbregas abandonà l'alcaldia, la prohibició de fumar es va aixecar immediatament.
L'any 1900 es va oposar fermament a la vaga que els obrers volien fer, ja que la considerava poc oportuna per l'època que s'estava vivint i pel que els obrers pretenien reivindicar i perquè el mal moment pel que estava passant la indústria surera, no l'hauria pogut suportar. Va dimitir de l'alcaldia poc després d'aquest fet per pressions de l'entorn però continuà com a regidor fins al 1903.
La seva activitat comercial el va portar a obrir una fàbrica tèxtil a Pineda de Mar al mateix temps que ampliava la de suro que ja tenia a la ciutat.
Va ser un gran simpatitzant de la causa aliada durant la Primera Guerra Mundial, essent membre destacat de la societat local Amigos de Francia y sus Aliados.
Va morir sobtadament el novembre de 1918 d'una aturada cardio-respiratòria.